# Nostress/Łydka
nostress / łydka – przygotowany specjalnie z okazji trasy koncertowej maxi singel zespołu happysad. Ukazał się w limitowanym nakładzie 1000 egzemplarzy. Prócz utworów audio zawiera on również materiały wideo.

## Lista utworów
Audio:
| 1. | Nostress – wersja radiowa     | 04:56 |
|    |                               |       |
| 2. | Nostress – wersja demo        | 04:59 |
|    |                               |       |
| 3. | Nostress – wersja sylwestrowa | 05:15 |
|    |                               |       |
| 4. | Łydka – wersja radiowa        | 03:17 |
|    |                               |       |
| 5. | Łydka – wersja szybka         | 02:37 |
|    |                               |       |
| 6. | Łydka – rmx by Zdzisio        | 03:13 |
|    |                               |       |
| 7. | Ojczyzna                      | 03:50 |
|    |                               |       |
|    |                               | 28:07 |
|    |                               |       |
Wideo:
1. "nostress"
2. "od kiedy ropą"
3. "nic tu po nas (aut. Ola i miferst)"

## Twórcy
- Kuba "quka" Kawalec – śpiew, gitara, teksty
- Łukasz "Pan Latawiec" Cegliński – gitara, śpiew
- Artur "Tela" Telka – gitara basowa
- Maciek "Ponton" Sosnowski – perkusja

- Paweł "Hares" Hordejuk – menadżer
- Marcel Cegliński – okładka